# JAGATARA
JAGATARA（じゃがたら）は、江戸アケミをリーダーとする日本のファンク・ロックバンド。
1979年3月活動開始。1982年にアルバム『南蛮渡来』を発売。1983年から1985年にかけては江戸の精神的不調により活動休止。1989年にはアルバム『それから』でBMGビクターよりメジャーデビュー。1990年1月27日江戸の入浴中の事故死により、解散した。
その後も数度に亘り散発的に「JAGATARA」を冠した公演が行われ（後述）、江戸の没後30年である、2020年1月27日（江戸アケミ命日）より「Jagatara2020」として再始動。

## 来歴

### 前期（1979 - 1985年）
1979年3月8日、上馬ガソリンアレイにて初ライブを行う。この時の名称は「エド&じゃがたら」。メンバーに物足りなさを感じた江戸アケミ（ヴォーカル）は、渋谷のヤマハにメンバー募集の広告を出し、そのチラシを見たEBBY（ギター）が加入。その他、尾島秀紀（ギター）、川辺徳行（ドラムス）、その川辺の誘いで加入したナベ（ベース）の初期メンバー5人で「エド&じゃがたらお春」名義で7月に2度目のライブを行う。後に「財団呆人じゃがたらお春」「財団法人じゃがたら」などと名称はライブを行うごとに徐々に変化。
1980年頃から江戸が自分の額をナイフで切りつけて流血する、ニワトリやシマヘビを生きたまま食いちぎるなどの過激なパフォーマンスを新宿のストリップ劇場モダンアート、吉祥寺マイナー、新宿ロフト、自販機雑誌「HEAVEN」主催の「天国注射の夜」（新宿ACB会館）などで行うようになり、それがエログロ的な関心を集め「週刊プレイボーイ」などの一般誌にも取り上げられた。ザ・スターリンの遠藤ミチロウはこの影響を受け、過激なパフォーマンスを始めたと述べている。
1981年4月、自らのレーベル・アグリーオーファンレコードより、1st.シングル『LAST TANGO IN JUKU』をリリース。初の関西ツアーを行う。パフォーマンス目当ての客でどこでも大入りになるが、江戸は音楽がまともに聞かれない状況に嫌気がさし、このツアー以降、音楽だけで勝負する決意をする。9月に尾島が脱退し、元MARIA023のOTO（ギター）が加入しファンクやアフロビート色を強め、バンド名を「暗黒大陸じゃがたら」に改称する。
1982年、前年から川辺～ウメ～溝口と短期間に脱退したドラムスの後任として、2月にSAMMYが加入。5月、1st.アルバム『南蛮渡来』をリリース。中村とうようや渋谷陽一らに絶賛され、初期の過激なパンクロックとこれ以降のファンク・アフロ・レゲエなどの要素が混淆した独特の音楽性は、プレスにおいても純粋に音楽的な評価を受けた。10月「ヤングTOUCH!」（テレビ東京）に出演、生放送ライブ中のスタジオに突然G.I.S.M.の横山SAKEVIらが乱入、江戸と乱闘になる。同月「渋谷陽一のサウンドストリート」（NHK-FM）に出演。多数のライブに出演し、以前のエログロイメージを吹っ切るかのように音楽中心の活動を展開した。
1983年、「じゃがたら」へバンド名を改称。駒場のマンションの屋上に専用の「じゃがたらスタジオ」を作る。5月、町田町蔵らをゲストに迎え、そのスタジオでレコーディングした8インチEP『家族百景』をリリース。PUNGOなど多数のバンドで活動していた篠田昌已（サックス）、初期からゲスト参加していた吉田哲治（トランペット）、佐藤春樹（トロンボーン）という元生活向上委員会のホーンセクション3人が加入。さらに、前年11月に脱退したSAMMYの後任として、元AUTO-MOD、ザ・スターリンなどの中村ていゆう（ドラムス）が加入。8月に日比谷野外音楽堂で行われた雑誌「HEAVEN」主催の伝説的音楽イベント「天国注射の昼」に出演するなど精力的な活動を繰り広げるが、11月の関西ツアーの途中から江戸が精神疾患を患い、ライブをすっぽかす、ライブ中に急に歌わなくなる、ナベ以外のメンバーとは一切会話をしなくなる等の奇行を繰り返し、同月末から入院することになる。
1984年1月に内田裕也の誘いでNew Years Rock Festival、2月に渋谷屋根裏と、江戸は一時外出許可を得て出演した後、3月に故郷の高知県中村市（現四万十市）に帰郷し長期療養期間に入る。なお、江戸の休養中、バンドは解体の危機に瀕するもOTOを中心に「じゃがたら2世」として活動を続行し、江戸の復帰を待ち続けた。
故郷で静養していた江戸は、初期のマネージャーでもある映画監督・山本政志の尽力もあり、1985年9月に日比谷野外音楽堂で行われたイベント「アース・ビート伝説'85」で復帰。そのライブから、ヤヒロトモヒロ（パーカッション）、元タンゴ・ヨーロッパのユカリ（コーラス）が加入。そして、江戸の発病前後のライブの模様がアルバム『君と踊りあかそう日の出を見るまで』として10月にリリースされる。

### 後期：江戸アケミ復帰以後（1986 - 1990年）
1986年から江戸が東京で暮らす準備ができ、本格的に活動再開。6月に振付師として活躍していた南流石（コーラス）、9月に村田陽一（トロンボーン）が加入。9月、MUTE BEAT、TOMATOS、S-KEN & HOT BOMBOMSと共に、シリーズ・イベント「東京ソイソース」の第1回を開催（1988年まで計5回開催、第1回のみ渋谷ライブイン、2回目以降はインクスティック芝浦ファクトリー）。東京ソイソースでは、ライブとライブの間にDJが入るという初めての試みをし、いとうせいこう&タイニー・パンクス、近田春夫、ランキン・タクシー、ECDなども出演した。11月の六本木インクスティックでのライブでは以前のイメージとは結びつきそうになかった全員赤の揃いのジャケット姿で登場。12月にライブ・ビデオ『み・ん・な』をリリース。同月「ライブ・ジャック」（フジテレビ）に出演。なお、1986年頃からライブや作品で「JAGATARA」とバンド名をクレジットするようになる。
1987年3月に2nd.アルバム『裸の王様』、4月にライブ・12インチEP『UKI UKI』、10月に山本政志の映画『ロビンソンの庭』サウンドトラック、12月に3rd.アルバム『ニセ予言者ども』と矢継ぎ早に作品をリリース。4月の4時間踊りっぱなしのライブ「DANCEMANIA 4 HOURS」（渋谷パルコ・パート3）、その他多数のライブ、学園祭等に出演し観客動員も急上昇する。また、横浜寿町フリーコンサートにも1983、1986、1989年の3度参加している。
1988年、3月にライブ・12インチEP『JA・BOM・BE』とライブ・シングル・ビデオ『例のヤツ』、8月にライブ・ビデオ『HEY！GOGGLE』をリリース。エマーソン北村（キーボード）が加入。
1989年4月に4th.アルバム『それから』、シングル『タンゴ完結ヴァージョン』でBMGビクターよりメジャーデビュー。ミュージック・マガジンの1989年ベスト・アルバム・日本のロック部門で1位に選ばれるなど高い評価を得た。12月に3曲入りの5th.アルバム『ごくつぶし』をリリース。なお、メジャーデビュー前に吉田哲治が脱退。秋にユカリが脱退し、後任コーラスに政野早希子が加入。
アフリカなど海外のミュージシャンとのコラボレーション・アルバム『おあそび』をレコーディング中の1990年1月27日、江戸が自宅で入浴中に溺死する。中心人物の急逝によってバンドは解散することになる。なお江戸は死去直前にバンド脱退を申し出ていた。5月に江戸アケミ特別追悼盤マキシ・シングル『そらそれ』、7月に6th.アルバム『おあそび』をリリース。8月に、10年間の活動のドキュメンタリー・ビデオ『ナンのこっちゃい〜HISTORY OF JAGATARA』を全3巻でリリース。

### 解散後
その後、1992年4月8日にナベが急性肺炎、1992年12月9日に篠田が心筋梗塞で相次いで世を去った。
1993年2月、ベストアルバム『西暦2000年分の反省 〜BEST OF JAGATARA』をリリース。
なお、1990年「江戸アケミ追悼コンサート 西暦2000年分の反省」（日比谷野外音楽堂）、1991年「江戸アケミ一周忌 西暦2000年分の反省」（法政大学学生会館）、1993年「江戸アケミ詩集『それから』出版記念ライブ JAGATARAなきJAGATARA」（渋谷ON AIR、「JAGATARAなきJAGATARA」名義で出演）、2000年「10年ぶりのナンのこっちゃい」（下北沢CLUB QUE、JAGATARAの出演なし）、2003年「じゃがたら2003"業をとれ！”～江戸アケミ十三回忌天国でのゴール～」（新宿ロフト、「JAGATARA残党組」名義で出演）、2004年「じゃがたら祭 クニナマシェ」（新宿ロフト、下北沢SHELTER、CLUB CITTA'、「JAGATARA族」名義で出演）と追悼ライブ、また、2012年と2015年（六本木新世界）には一部メンバーと渋さ知らズ、こだま和文など親交の深いミュージシャンでじゃがたらの楽曲を演奏するライブが開催された。

### 再始動後
江戸アケミ没後30年となる2020年をきっかけに、前年の2019年3月のイベント「TOKYO SOY SOURCE 2019」に、一部メンバーと追加メンバーからなる「Jagatara2020」として参加。同年中に数度のリハーサル・ライブを実施した後、江戸の祥月命日にあたる2020年1月27日に多数のゲストが参加した復活ライブ「虹色のファンファーレ」（渋谷クラブクアトロ）を実施し、同29日には新作（ジャイアント・シングル）『虹色のファンファーレ』をリリースするなど、活動を再開した。

## 主なメンバー
- 江戸アケミ（江戸正孝、1953年7月1日 - 1990年1月27日）

ヴォーカル（1979年〜）
- EBBY（永井章、1957年4月19日 - ）

ギター（1979年〜）　
JAGATARAと並行してTHE FOOLS、TOMATOSにも在籍。解散後はPHAT DOGS、MAMBABOOなどで活動。
- ナベ（渡邊正己、生年不明 - 1992年4月8日）

ベース（1979年〜）　
JAGATARAと並行してTOMATOSにも在籍。解散後はイモンズを結成。
- OTO（村田尚紀）

ギター（1981年〜）　
加入前は後にAUTO-MODを結成するジュネのMARIA023に在籍。またJAGATARAと並行してビブラストーンで活動。1991年にあがた森魚の雷蔵へ参加。1994年に南流石らとTANGOSを結成。2004年に元ZELDAのサヨコらとサヨコオトナラを結成。
- 篠田昌已（1958年12月8日 - 1992年12月9日）

サックス（1983年〜）　
加入前は生活向上委員会、PUNGOなどに在籍。またJAGATARAと並行してチンドン楽団、オルケスタ・デル・ビエント、コンポステラなどでも活動。
- 中村ていゆう（中村貞祐）

ドラムス（1983年〜）　
加入前はMARIA023、AUTO-MOD、ザ・スターリン、火の宮などに在籍。解散後はKUSU KUSUのマネジメントなどを行った。
- 吉田哲治（1957年9月17日 - ）

トランペット（1983〜1989年）
じゃがたらには初期からゲスト参加。加入前は生活向上委員会などに在籍。脱退後は自らのバンドFIVESなどで活動。
- ヤヒロトモヒロ（八尋知洋）（1961年6月22日 - ）

パーカッション（1985年〜）　
JAGATARAと並行してS-KEN & HOT BOMBOMSにも在籍。解散後は自らのバンド、オズ・ アマレーロスなどで活動。
- 村田陽一（1963年7月25日 - ）

トロンボーン（1986年〜）　
JAGATARAと並行して米米CLUBのBIG HORNS BEE、オルケスタ・デ・ラ・ルスにも在籍。解散後は自らのバンドSOLID BRASSなどで活動。
- エマーソン北村（北村賢治、1962年5月17日 - ）

キーボード（1988年〜）　
加入前はPara-Phraseに在籍。JAGATARAと並行してMUTE BEAT、解散後はシアターブルック、ソロなどで活動。
- 南流石（南潤子、1958年7月9日 - ）

コーラス&ダンス（1986年〜）　
コーラス兼ダンサー。JAGATARAと並行して振付師として活躍。1994年にOTOらとTANGOSを結成。2012年には佐藤タイジ、大塚愛らとRabbitを結成。
- ユカリ（塚越優香、1月9日 - ）

コーラス&ダンス、サックス（1985年〜1989年）　
加入前はタンゴ・ヨーロッパに在籍。当初は南と共にコーラス兼ダンサーとして加入するが、篠田の薫陶を受けサックスを習得。バンド後期に脱退し、解散後は「Yukarie」（読みはユカリ）名義でサックスプレーヤーとしてTHE THRILL、Mean Machine、河村隆一のバックメンバーなどで活動（Mean Machineではベース担当）。

### 一時的に在籍したメンバー
- 川辺徳行（ドラムス）（1979〜1981年）※元連続射殺魔
- 尾島秀紀（ギター）（1979〜1981年）
- ウメ（ドラムス）（1982年）※川辺の後任ドラマー、短期間で脱退。
- 溝口（ドラムス）（1982年）※ウメの後任ドラマー、短期間で脱退。
- SAMMY（ドラムス）（1982年）
- 政野早希子（コーラス）（1989年〜）　※ユカリの後任コーラスとして加入。解散後はfrasco、ソロ・シンガーなどで活動。
- 長嶌 BEM 宏（サックス）　※LIVEのみ参加。
- 金田トメ善裕（キーボード）（1980年）　※LIVEのみ参加。
- 翁長巳酉（オナガミドリ）（パーカッション）　※LIVEのみ参加。
- 佐藤春樹（トロンボーン）（1983〜1984年）　※元生活向上委員会
- ホワチョ（パーカッション）　※LIVEのみ参加。
- 奥村恵子（パーカッション）（1985〜1986年）　※LIVEのみ参加。脱退後は渡仏して、パパ・ウェンバ&ヴィヴァ・ラ・ムジカ（英語版）のメンバーなどで活動。

## Jagatara2020メンバ－
- OTO(ギター）
- EBBY（ギター）
- 中村ていゆう（ドラムス）
- 南流石（うた）
- ヤヒロトモヒロ（パーカッション）
- エマーソン北村（キーボード）
- 吉田哲治（トランペット）
- 村田陽一（トロンボーン）
- 宮田岳（ベース）
JAGATARA解散後の1991年生まれ。Jagatara2020以前は黒猫チェルシー、NOS等に参加。
- 関根真理（パーカッション）
渋さ知らズ、THE END等にも参加。
- ko2rock（ココロック）（サックス）
- 北陽一郎（トランペット） 
渋さ知らズ等にも参加。
- 桜井芳樹（ギター） 
Mr.Christmas、ストラーダ、ワールド・スタンダード、LONESOME STRINGS等にも参加。

## ディスコグラフィー

### シングル
|                      | 発売日               | タイトル               | 規格品番                                                 | 備考                                                                   |
| Ugly Orphans Records | Ugly Orphans Records | Ugly Orphans Records   | Ugly Orphans Records                                     | Ugly Orphans Records                                                   |
| -------------------- | -------------------- | ---------------------- | -------------------------------------------------------- | ---------------------------------------------------------------------- |
| 1st                  | 1981年4月            | LAST TANGO IN JUKU     | VOR-1001 (7inch EP)                                      | 「財団法人じゃがたら」名義                                             |
| Doctor Records       |                      |                        |                                                          |                                                                        |
| 2nd                  | 1983年5月5日         | 家族百景               | DC-2001 (8inch EP)                                       | -                                                                      |
| BMGビクター          |                      |                        |                                                          |                                                                        |
| 3rd                  | 1989年4月21日        | タンゴ完結ヴァージョン | B10D-123 (8cmシングルCD) B07S-46 (7inch EP) B10T-46 (CT) |                                                                        |
| 4th                  | 1990年5月2日         | そらそれ               | BVCR-9001 (マキシシングルCD)                             | 江戸アケミ特別追悼盤                                                   |
| Pヴァイン            |                      |                        |                                                          |                                                                        |
| 5th                  | 2020年1月29日        | 虹色のファンファーレ   | PCD-20420（マキシシングルCD)                             | 「Jagatara2020」名義、CDは未発表ライブ音源を含むジャイアント・シングル |
| 5th                  | 2021年3月31日        | 虹色のファンファーレ   | P12-6999 (12inch EP)                                     |                                                                        |

### アルバム
|                                       | 発売日                                | タイトル                              | 規格品番                                   | 備考                                                                                      |
| Ugly Orphans Records / Doctor Records | Ugly Orphans Records / Doctor Records | Ugly Orphans Records / Doctor Records | Ugly Orphans Records / Doctor Records      | Ugly Orphans Records / Doctor Records                                                     |
| ------------------------------------- | ------------------------------------- | ------------------------------------- | ------------------------------------------ | ----------------------------------------------------------------------------------------- |
| 1st                                   | 1982年5月29日                         | 南蛮渡来                              | UOR-9007 (LP) DC-1101 (LP)                 | 「暗黒大陸じゃがたら」名義 LP再発盤は特典ソノシート付 1989年12月16日にCD発売 (B25D-13019) |
| Doctor Records                        |                                       |                                       |                                            |                                                                                           |
| 2nd                                   | 1987年3月21日                         | 裸の王様                              | DC-1103 (LP)                               | 1989年12月16日にCD発売 (B25D-13020)                                                       |
| 3rd                                   | 1987年12月10日                        | ニセ予言者ども                        | DC-1105 (LP)                               | 1989年12月16日にCD発売 (B25D-13021)                                                       |
| RCAレコード (BMGビクター)             |                                       |                                       |                                            |                                                                                           |
| 4th                                   | 1989年4月21日                         | それから                              | RHL-8496 (LP) R32H-1076 (CD) RHT-8496 (CT) | メジャーデビューアルバム                                                                  |
| 5th                                   | 1989年12月6日                         | ごくつぶし                            | R32H-1089(CD) RHT-8610 (CT)                | -                                                                                         |
| 6th                                   | 1990年7月21日                         | おあそび                              | BVCR-6 (CD)                                | -                                                                                         |

### その他アルバム
|                  | 発売日         | タイトル                            | 規格品番          | レーベル         | 備考 |
| ---------------- | -------------- | ----------------------------------- | ----------------- | ---------------- | --- |
| ライブ・アルバム | 1985年10月5日  | 君と踊りあかそう日の出を見るまで    | DC-1102 (LP)      | Doctor Records   | 法政大学でのライブ（1983年11月23日）、 渋谷・屋根裏（1984年2月25日）でのライブを収録 1990年5月21日にCD発売 (APCA-14)                  |
| サウンドトラック | 1987年10月10日 | ロビンソンの庭                      | 1LR-1103 (LP)     | 1ℓ Records       | 映画『ロビンソンの庭』サウンドトラック A面がJAGATARA、B面が吉川洋一郎、Hamza El Din 1993年2月24日にJAGATARAのみのCDを発売 (BVCR-1501) |
| ミニ・アルバム   | 1987年4月1日   | UKI UKI                             | DC-1301 (12inch)  | Doctor Records   | 渋谷LIVE INN（1986年9月6日）でのライブを収録                                                                                          |
| ミニ・アルバム   | 1988年3月1日   | JA・BOM・BE                         | DC-1102 (12inch)  | Doctor Records   | 渋谷PARCOパート3・スペースパート3（1987年12月11日）でのライブを収録                                                                   |
| ライブ・アルバム | 1990年1月25日  | JA・BOM・BE                         | CAP-1044 (CD)     | Captain          | 12inchEP「UKI UKI」「JA・BOM・BE」を収録                                                                                              |
| ベスト・アルバム | 1993年2月24日  | BEST OF JAGATARA 西暦2000年分の反省 | BVCR-1901/2 (2CD) | BMGビクター      | - |
| ライブ・アルバム | 1993年6月20日  | JAGATARAなきJAGATARA 1993.2.7       | PSY-CD8 (CD)      | Psy-cho Music    | 1993年2月7日に渋谷ON AIRで行われた、 江戸アケミ、渡邊正巳、篠田昌已の追悼ライブを収録 7曲目のみ1989年7月6日（原宿クロコダイル）の音源 |
| ベスト・アルバム | 2004年12月22日 | ゴールデン☆ベスト                   | BVCK-38093 (CD)   | Ariola Japan     | ゴールデン☆ベストシリーズ |
| ライブ・アルバム | 2010年12月15日 | エド&じゃがたらお春 Live1979        | FJSP-121 (CD)     | SUPER FUJI DISCS | 「エド&じゃがたらお春」名義 上馬ガソリンアレイでのライブ（1979年9月18日）を収録                                                       |

### ビデオ・DVD
- 「天国注射の昼」 VHS（1984年）　
1983年8月21日、9月17日に日比谷野外音楽堂で行われたイヴェントのオムニバス
- 「み・ん・な」 VHS（1986年12月10日）　
1986年9月26日豊島公会堂でのライブを収録。CSV渋谷初回特典のみ「タンゴ（SOUND SYSTEM MIX）/ヘイセイ（1986年9月6日東京ソイソースVol.1（渋谷ライブイン）」7インチEP付
- 「例のヤツ」 VHS（1988年3月1日）　
1987年12月11日「HEY! GOGGLE TOUR」（渋谷パルコ・パート3）と1987年10月4日「東京ソイソースVol.3」（インクスティック芝浦ファクトリー）を収録
- 「HEY！GOGGLE」 VHS（1988年8月21日）　
1987年12月11日「HEY! GOGGLE TOUR」ほかを収録
- 「ナンのこっちゃいI〜HISTORY OF JAGATARA」 VHS/DVD（1990年8月1日）　
アケミの死にともない制作された、10年間の活動のドキュメント
- 「ナンのこっちゃいII〜HISTORY OF JAGATARA」 VHS/DVD（1990年8月1日）　
アケミの死にともない制作された、10年間の活動のドキュメントの続巻
- 「ナンのこっちゃいIII〜HISTORY OF JAGATARA」 VHS/DVD（1990年8月1日）　
アケミの死にともない制作された、10年間の活動のドキュメントの最終巻
- 「ベイビー！ごきげんにやってるかい」 VHS（1993年）　
1989年8月12日「横浜寿町フリーコンサート」を収録
- 「この〜！！（もうがまんできない）」 DVD（2005年2月9日）　
1989年8月12日「横浜寿町フリーコンサート」、1987年10月4日「東京ソイソースVol.3」、1988年9月17日インクスティック芝浦ファクトリーでのライブ、死の直前の1990年1月24日に行われた鮎川誠との対談（CATV「ROCK THE ROCK」）を収録
- 「ナンのこっちゃい HISTORY OF JAGATARA SPECIAL EDITION」 Blu-ray（2021年1月27日）

## 書籍
- 江戸正孝（江戸アケミ）「それから-江戸アケミ詩集」 思潮社（1993年2月7日）
1999年に新装版発行
- 松原研二「じゃがたら写真集」 オークラ出版（2000年2月1日） 
「LAST TANGO IN JUKU / HEY SAY!（ロックを葬り去る歌）」のシングルCD付
- 陣野俊史「じゃがたら」 河出書房新社（2000年8月1日） 
2009年に「江戸アケミ墓参記」を追加した増補版発行
- OTO・こだまたけひろ「つながった世界-僕のじゃがたら物語」 ele-king books（Pヴァイン）（2014年11月26日)
- ele-king編集部「別冊ele-king　じゃがたら─おまえはおまえの踊りをおどれ」 Pヴァイン（2020年1月29日)

## レコーディングに参加した主なミュージシャン
- 福岡ユタカ（PINK）（パーカッション）
- 町田町蔵（町田康）（語り）
- 和田哲郎（連続射殺魔/琴桃川凛）（ギター）
- 千野秀一（キーボード）
- ブルース・ファウラー（トロンボーン）
- 麻生うさぎ（コーラス）
- 森岡賢（SOFT BALLET）（キーボード）
- ワハハ本舗（コーラス）
- 松本治（トロンボーン）
- マウリシオ・カヒーリョ（ギター）
- ホッピー神山（PINK）（キーボード）
- 松永孝義（MUTE BEAT）（ベース）
- 近田春夫（ビブラストーン）（コーラス）
- ECD（コーラス）
- 梅津和時（サックス）
- ジョン・ゾーン（サックス）
- ハムザ・エル・ディン（タール）
- 関島岳郎（コンポステラ/ストラーダ/オルケスタ・デル・ビエント/DCPRG）（テューバ）
- ヤン富田（スティールパン）
- 小林太（BIG HORNS BEE）（トランペット）
- 早川岳晴（ベース）
- 原朋直（トランペット）
- 清水一登（ピアノ）
- 福富幸宏（Manipurate）
- マハラティーニ・アンド・マホテラ・クイーンズ（英語版）（ヴォーカル）
- ジョニー・T（ヴァイオリン）
- オースマン･コヤーテ（ヴォーカル）
- スマイリー・カルチャー（ラップ）
- ラミン・コンテ（コラ）
- ブリス・ワッシー（ドラムス）
- 永山愛樹（TURTLE ISLAND/ALKDO）（ヴォーカル）
- 川上次郎（KUSU KUSU）（コーラス）

## 親交の深い人物
- こだま和文（MUTE BEAT）
- 伊藤耕（THE FOOLS）
- 山本政志（映画監督）　※初期マネージャー
- ヤギヤスオ（八木康夫）（イラストレーター）　※JAGATARA作品のジャケットなどを多数手掛けた。
- 桑原延享（JAZZY UPPER CUT、DEEP COUNT）
- 町田町蔵（町田康）
- 近田春夫（ビブラストーン）
- 高田エージ（SUPER BAD）
- 不破大輔（渋さ知らズ）
- 大熊ワタル（シカラムータ）
- 田口トモロヲ（ばちかぶり）
- 大槻ケンヂ（筋肉少女帯）
- もりばやしみほ（ハイポジ）
- いとうせいこう
- 向井秀徳（ナンバーガール、ZAZEN BOYS）
- 七尾旅人
- 笹木雅司（元マネージャー、ディレクター）
- 溝口洋（元マネージャー）　※初期の江戸の過激なライブ・パフォーマンス仕掛人。THE FOOLSのマネージャーもつとめた。
- 大平泰男（ソウリ）（元マネージャー）　※1982年～メジャーデビュー前までマネージャーをつとめた。
- 松原研二（写真家）
- 金平茂紀（TBS報道局記者・同局キャスター）